# 吉隆坡国际机场1号航站楼站
吉隆坡国际机场一号航站楼站位于马来西亚雪兰莪州雪邦市吉隆坡国际机场，于2002年6月10日和吉隆坡机场快铁（KLIA Ekspes）同时开放运营。

## 车站概要
本站设在吉隆坡国际机场一号航站楼（T1）的主航站楼一楼。车站形式为岛式站台，站台A往机场快线，而站台B则往机场支线。本站原本是机场快铁的南端终点站，但随着吉隆坡国际机场延伸路段的启用使得机场列车将停靠于本站后，再前往吉隆坡国际机场二号航站楼站。这使得机场快铁通车时间从现有的28分钟增加至33分钟，而机场支线停靠站则增至4站，通车时间从35分钟增加至39分钟，同时间机场支线的站台也被移至机场快铁所在的一楼。
此外，航站楼内也设有机场接驳电车（Aerotrain），供乘客从卫星航站楼移动至机场快铁车站前往市中心。

## 列车服务
以下为吉隆坡国际机场第一航站楼站提供的列车服务：
- 6吉隆坡机场快线
- 7吉隆坡机场支线